# Фрейлиграт, Фердинанд
Ге́рман Фердина́нд Фре́йлиграт (нем. Hermann Ferdinand Freiligrath; 17 июня 1810, Детмольд — 18 марта 1876, Бад-Канштатт близ Штутгарта) — немецкий поэт, переводчик; выдающийся представитель революционной поэзии 1848 г.

## Биография
Родом из зажиточной бюргерской семьи, предназначался родителями к купеческому званию, служил клерком в банкирской конторе. Его выдающийся талант рано обратил на себя внимание Граббе и Шамиссо.
В 1833 году появился первый сборник его стихотворений, сразу составивший ему громкое имя и вызвавший общие симпатии к молодому поэту, который к тому же выделялся необыкновенной, интересной наружностью и обаянием своей восторженной натуры.
В 1838 году появился второй сборник стихотворений, и с этих пор Фрейлиграт имел возможность отказаться от ненавистной ему коммерческой карьеры, поселился в Дармштадте и всецело отдался поэтическому творчеству. В этот первый период своего творчества Фрейлиграт был чистым романтиком. Он сильно увлекался Виктором Гюго, в особенности его «Orientales», и стал одним из самых видных представителей экзотизма в немецкой романтической поэзии.
Самые знаменитые, имевшие огромный успех стихотворения и поэмы Фрейлиграта в этом роде: «Löwenritt», «Mohrenfürst», «Der Blumen Rache», «Prinz Eugen, der edle Ritter» и др. В них сказывается характерное для романтика стремление бежать от действительности в мир фантазии, упиваться красками экзотической природы, выдумывать яркий, сказочный Восток, ничего общего с действительным не имеющий.
Характерные черты экзотической лирики Фрейлиграта заключаются в пестроте красок, в искании всякого рода контрастов, как внешних, так и внутренних (бедуину показывают в пустыне газету, или среди пирушки в военном лагере раздаются звуки церковного хорала).
Больше всего Фрейлиграт любит контрасты красок (на чёрной руке мавра блестит золотое запястье и т. п.), во всём видно стремление к антитезам и к яркости фантастических красок и бушующих страстей ко всему, что заставляет забыть о серости жизни.
Пальмы и львы постоянные аксессуары поэзии Фрейлиграта этого периода; такое прославление Востока потеряло своё обаяние с падением романтизма (уже Гейне ядовито вышутил «Mohrenfürst’a») и теперь возбуждает только улыбку своей фальшивостью и наивностью; но оно именно и создало в своё время огромный успех Фрейлиграту. Наряду с экзотическими стихотворениями Фрейлитграт обнаруживал истинный лирический талант в задушевных стихотворениях, как, например, в знаменитом «O lieb so lang', du lieben kannst».
В 1840-х гг. с «певцом пальм и львов» произошла резкая перемена: его охватило революционное настроение тогдашней Германии, и он стал одним из лучших певцов революции.
Ещё в 1842 году он стал получать (об этом хлопотал Александр фон Гумбольдт) пенсию от прусского короля, будучи противником всякой партийности; стихотворение «Aus Spanien» (1841) заканчивается знаменитым стихом «Der Dichter steht auf einer höhern Warte, als auf den Zinnen der Partei». Но через два года он отказался от пенсии и всецело примкнул к демократической партии. Он поселился на время в Швейцарии, а потом в Лондоне, где поступил на коммерческую службу.
Когда началась революция 1848 г., он вернулся в Германию и приветствовал революцию стихотворениями «Die Revolution» и «Februar Klänge». За стихотворение «Мёртвые живым» (нем. Die Todten an die Lebenden), посвящённое памяти жертв Мартовской революции в Берлине, он был привлечён к суду, но был оправдан присяжными (см. «Stenogr. Bericht des Prozesses gegen den Dichter F. Freiligrat», Дюссельдорф, 1848).
Затем он был соредактором издаваемой Карлом Марксом в Кёльне «Neue Rheinische Zeitung». Не будучи оратором, член «Союза коммунистов» Фрейлиграт при этом играл видную роль в революционном движении как литератор, сплачивая вокруг себя оппозиционные элементы.
В 1851 году он бежал от новых политических преследований в Лондон, где жил до 1868 г. Потеряв службу, Фрейлиграт должен был вернуться в Германию, где его друзья устроили в пользу его национальную подписку, давшую Фрейлиграту возможность дожить безбедно до конца жизни.
Лучшие произведения революционного периода его деятельности собраны в сборниках: «Glaubensbekenntniss» (1844), «Ça ira» (1846), «Neuere politische und sociale Gedichte» и др. В стихотворениях этого периода много тенденциозности и односторонности, но в лучших из них, как, например, в «Die Todten an die Lebenden» и «Berlin», звучит глубокий пафос и могучее негодование, возвышающее их над всей поэзией той поры, не исключая стихов Гервега. Революционная поэзия Фрейлиграта уже тем выше чисто романтической первого периода, что она утратила свою беспочвенность и сентиментальность, что певец выдуманного Востока стал поэтом действительности, борцом за справедливость, сохранив пламенность и яркость поэтического темперамента. Стихотворения Ф. последнего послереволюционного периода ниже прежних.
В 1870 году, заразившись шовинистскими настроениями тогдашней Германии, он написал популярные песни: «Hurrah Germania» и «Trompete von Vionville» — очень искренние и мощные.
Фрейлиграт большой мастер стиха; это сказывается как в его оригинальных произведениях, так и в многочисленных прекрасных переводах.
Он перевёл «Odes» и «Chants du Crépuscule» Виктора Гюго, стихотворения Бёрнса, «Песнь о Гайавате» Лонгфелло, издал английскую антологию «The Rose, Thistle and Shamrock».
Кроме того, Фрейлиграт издал вместе с Зимроком и Матцератом «Rheinisches Jahrbuch für Kunst und Poesie» (Кёльн, 1840 и 1841), с Шюкингом: «Das malerische und romantische Westfalen» (Бармен, 1840—42).
Полное собрание произведений Фрейлиграта вышло в Нью-Йорке (1867) и в Штутгарте (1870; 6 изд., 1898). После смерти Фрейлиграта вышло: «Nachgelassenes von Ferdinand Freiligrath» («Mazeppa», «Der Eggerstein», Штутгарт, 1883).
Жена поэта Ида Фрейлиграт переводила на немецкий язык английских поэтов. Старшая дочь Кете Фрейлиграт переводила стихотворения отца на английский.
На русский язык Фрейлиграта переводили А. Плещеев, М. Михайлов, А. Михайлов (Шеллер), Д. Михаловский, Ф. Миллер и др. (преимущественно стихотворения первого периода).